# Malika Moustadraf
Malika Moustadraf (Árabe: مليكة مستظرف; 20 de junio de 1969 – 9 de septiembre de 2006) fue una escritora marroquí de lengua árabe. Es conocida por sus cuentos y su activismo en pro de los derechos de las mujeres, lo que la situó de manera decisiva en la vanguardia feminista de Marruecos. Antes de su prematura muerte a los 37 años, publicó una novela, Jirah al-ruh wa-l-jasad, y la colección de relatos Trente-Six.

## Primeros años de vida
Malika Moustadraf nació en 1969 en una familia musulmana en Casablanca, Marruecos, donde vivió durante toda su vida. En su adolescencia desarrolló una enfermedad renal, lo que le impidió completar los estudios universitarios.

## Carrera
Moustadraf publicó su primer libro, la novela Jirah al-ruh wa-l-jasad ("Heridas del alma y del cuerpo"), en 1999. Esta obra temprana, que fue autopublicada, se considera menos sofisticada que sus escritos posteriores. Trata sobre los traumas que enfrentan las mujeres y las niñas bajo el patriarcado y cómo se apoyan mutuamente; la investigadora Alice Guthrie identificó en el texto una "sensibilidad queer fuerte pero delicada y sutil".
Su primera y única colección de cuentos, Trente-Six, fue publicada en 2004. Se publicó con el apoyo del Grupo de Investigación de Cuentos Marroquíes de la Universidad Hassan II de Casablanca.
Moustadraf también publicó cuentos y artículos en diversas revistas. Sus cuentos se consideran precursores del género en Marruecos. Escribió en árabe e incorporó cada vez más elementos del árabe magrebí vernáculo a medida que progresaba como escritora. Se la ha descrito como una "disidente" y un "icono feminista en la literatura marroquí contemporánea". El papel de Moustadraf como escritora y activista feminista la colocó dentro de la vanguardia feminista del país, generando tanto apoyo como reacciones negativas por su trabajo. También se piensa que su cuento "Simplemente diferente" es uno de los primeros ejemplos de ficción literaria en lengua árabe que se centra en un personaje intersexual o transgénero. 

## Muerte y legado
Se piensa que la carrera de Moustadraf como escritora contribuyó al agravamiento de su enfermedad crónica, ya que comenzó a reducir el consumo de sus medicamentos para financiar su escritura. Tras un trasplante de riñón fallido de su hermana en 1990, buscó otro trasplante o tratamiento en el extranjero, pero no pudo obtener la atención adecuada. Murió en 2006 a los 37 años.
En el momento de su muerte, estaba planificando coescribir una novela con Aida Nasrallah, una escritora feminista palestina. Sus últimos cuentos fueron publicados póstumamente en una revista literaria, y tanto su novela como la colección de cuentos fueron reeditados por una editorial egipcia en 2020. A pesar de su corta vida y de su relativamente pequeña bibliografía, su obra se considera un "clásico de culto" que dejó una marca indeleble en la escena literaria marroquí, y varios centros de escritura y premios han sido nombrados en su honor.
En 2022, sus cuentos completos fueron publicados en traducción al inglés por Alice Guthrie bajo el título Blood Feast en los Estados Unidos, como "Festín de Sangre" en español, por la editorial argentina Selva Canela y Something Strange, Like Hunger en otros lugares.

## Obras seleccionadas

### En árabe
- Jirah al-ruh wa-l-jasad ("Heridas del alma y del cuerpo", 1999, novela)
- Trente-Six ("36", 2004, cuentos)

### En traducción al inglés
- Blood Feast (2022, historias completas)
- Festín de Sangre (traducido al español por la editorial Selva Canela)